# 광저우 국제금융센터
광저우 웨스트 타워로 알려진 광저우 국제 금융 센터 (IFC), 광저우 톈허구 주장 뉴타운 남서부에 위치한 주강 신도시의 일곱 개 랜드 마크 중 하나이다.
높이 437.51m, 103층의 광저우 국제 금융 센터는 건립된 당시 상하이 세계 금융 센터 다음으로 중국 본토에서 두 번째로 높은 빌딩이었고, 광저우에서 가장 높은 빌딩이었다. 현재 건물은 완전히 완공되었고, 2010년 10월 15일에 시범운영을 했다.

## 구성

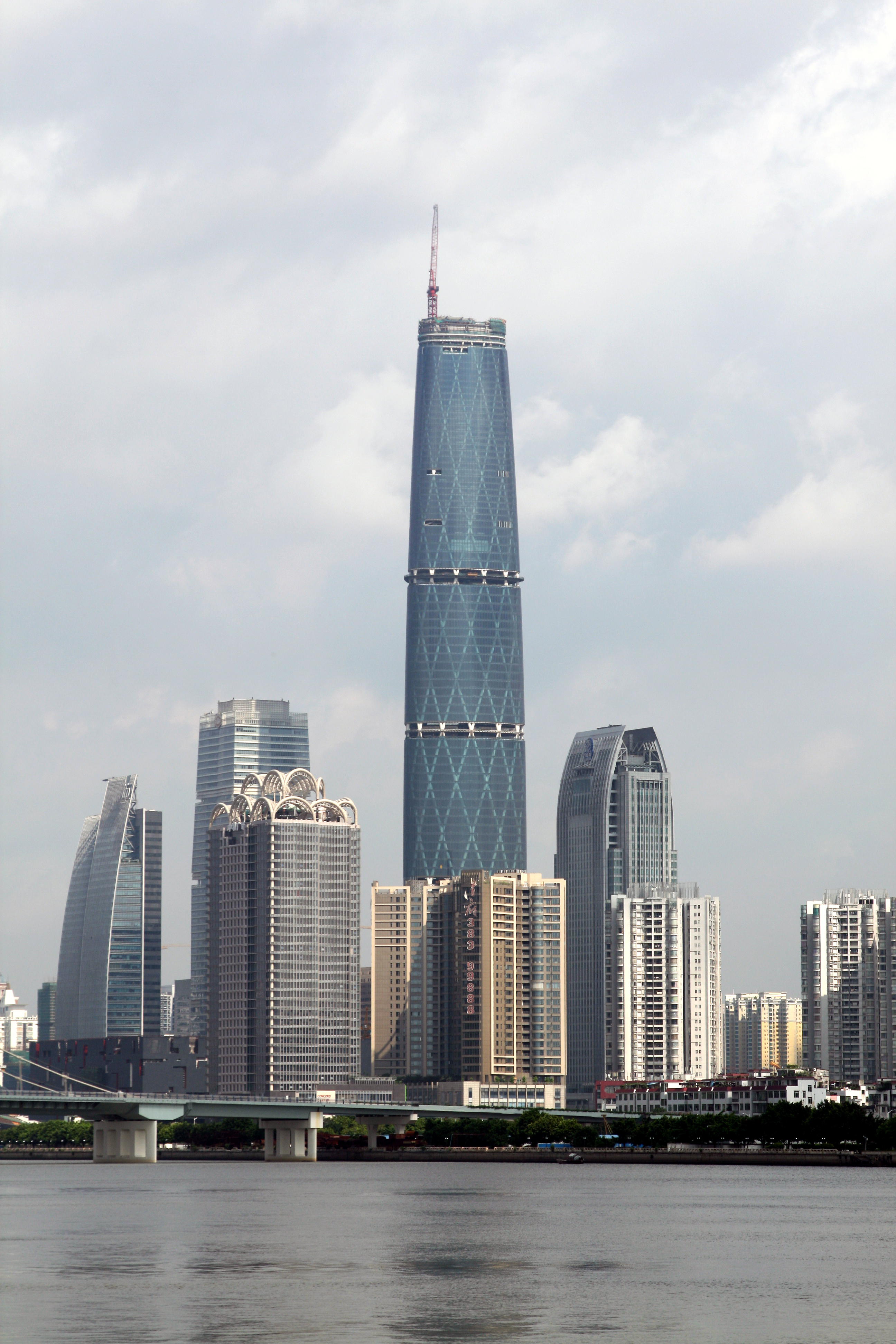
광저우 국제 금융 센터는 주강 신도시의 핵심 지역에 위치하고 있다.

광저우 국제 금융 센터의 설계는 Wilkinson Ayer Architects 와 Arup이 공동으로 수행하였다. Wilkinson Ayer Architects는 건축안을 제공하고 Arup은 구조안을 제공했다. 이 방안은 2004년 광저우 도시 기획국에서 주최한 국제 초청 경진대회에서 수집한 12개의 기획안 중에서 선택된 "투명 크리스탈"이라는 디자인 아이디어이다.
광저우 국제 금융 센터는 다이아그리드(Diagrid) 구조를 가지고 있다. 다이아그리드는 대각선(Diagonal)과 격자(Grid)의 합성어로, 대각선인 가새를 반복적으로 사용한 형태의 구조를 의미한다. 다이아그리드는 바람이 부딪칠 때 마름모꼴의 구조가 인장력과 압축력으로 번갈아가며 저항하기 때문에 태풍과 지진 등 횡적 충격에 견디는 능력이 높아진다.
2016년 서울의 롯데월드타워가 완공되기 전까지 광저우 국제금융센터는 다이아그리드 구조가 적용된 기존 최고층 건축물(높이 438.6m) 이었다.

## 건설
위에슈 yuexiu(중국 본토 와 홍콩 비즈니스 부동산 투자 및 개발 투자)의 투자를 받은 유한 회사(광저우 도시 건설 개발 그룹)는 2005년 9월 20일 광저우 국제 금융 센터를 개발할 수 있는 권한을 획득했다. 개발 프로젝트 총투자액은 약 60억 위안(한화 약 1조 103억)으로 추정된다. 광저우 국제 금융 센터는 대지면적 31,000m², 총 건축 면적 약 448,000m², 지하 4층, 지상 103층의 메인 타워, 28층 별관으로 구성되어 있다.

## 설명
광저우 국제금융센터는 중화인민공화국 광저우에 위치한 마천루이다. 완공됐을당시 광저우에서 가장 높은 건물이었다.

## 같이 보기
- 100층 이상의 마천루 목록

## 참조
- CTF 광저우